# FC Tartu Olümpia
Tartu JK Olümpia-2000, fondat ca Tartu Palliklubi Olümpia, a fost un fost club de fotbal estonian cu sediul în Tartu. Clubul a fost fondat în 1930. A fost primul și este încă singurul club din afara Tallinnului care a devenit campion al Estoniei la fotbal.
Tartu Olümpia și-a încetat activitatea în 1941, după ocuparea statelor baltice de către Uniunea Sovietică⁠(d). Clubul a fost reînființat în 2005 sub numele de FC Tartu Olümpia, dar și-a încetat activitatea după sezonul 2010.

## Istorie

### Primii ani (1930–1937)
Tartu Olympia la Riga în 1932
Tartu Palliklubi Olümpia a fost fondată în 1930 de pasionații de fotbal și oamenii de afaceri din Tartu, cu scopul de a ridica nivelul fotbalului în oraș, deoarece al doilea oraș ca populație din Estonia fusese anterior reprezentat în prima ligă doar de două ori (Tartu ASK în 1923 și Tartu JK în 1929).
Clubul a început competiția de fotbal estoniană principală în 1931, în clasa B, a devenit campionul districtului Estonia de Sud în clasa A în anul următor și a ajuns în Liidu Klassi, sau liga superioară, în toamna anului 1934. Olümpia și-a încheiat primul sezon în liga superioară pe ultimul loc, dar a evitat retrogradarea din cauza extinderii ligii. În sezonul următor, Olümpia nu a reușit să câștige niciun meci, iar clubul a retrogradat din Liidu Klassi.

### Campionii Estoniei (1938–1941)
Olympia, a fost câștigătoare a ligii secunde din 1937.

#### Tartu Olympia în sezonul victorios 1939/40
Tartu Olümpia a revenit în prima ligă pentru sezonul 1938–39, terminând pe locul șase, la doar un punct în spatele echipei VS Spord, clasată pe locul trei. Cu sprijinul proprietarului magazinului universal din Tartu, Karl Jänes, clubul și-a întărit lotul pentru anul următor cu mai mulți jucători internaționali estonieni. Olümpia a început sezonul 1939–40 cu o înfrângere cu 0–3 împotriva lui Tallinna Spord, dar apoi a câștigat toate meciurile ulterioare și a fost încoronată campioană a Estoniei după ce a învins-o pe Kalev cu 3–1 în ultima zi de meci. Acest lucru a făcut din Tartu Olümpia primul și până în prezent singurul club din afara capitalei Tallinn care a câștigat campionatul estonian de fotbal. Golgheterul clubului a fost căpitanul echipei, Richard Kuremaa, cu 13 goluri.

### Dispariția
Tartu Olümpia a fost forțată să înceteze operațiunile în 1941, după ocuparea Estoniei de către Uniunea Sovietică.

### Reînființarea
Numele clubului Tartu Olümpia a reapărut în fotbalul estonian în 2005, odată cu înființarea unui club de tineret numit FC Tartu Olümpia. Clubul și-a încetat activitatea după sezonul 2010. În ciuda existenței sale scurte, mai mulți dintre tinerii jucători ai clubului (Sten Reinkort, Frank Liivak și Tristan Koskor) au ajuns ulterior la echipa națională de seniori a Estoniei.

## Palmares
- Clasa Union (liga Premium din 2014)
  - Câștigători (1) : 1939/40